# Vincent Sierro
Vincent Olivier Sierro (Sion, 8 oktober 1995) is een Zwitsers voetballer die doorgaans speelt als middenvelder. In januari 2023 verruilde hij Young Boys voor Toulouse. Sierro maakte in 2024 zijn debuut in het Zwitsers voetbalelftal.

## Clubcarrière

### FC Sion
Sierro is afkomstig uit de jeugdopleiding van FC Sion en maakte op 3 mei 2015 zijn debuut in het eerste elftal van de club. Op bezoek bij FC St. Gallen werd met 0–1 gewonnen door een doelpunt van Moussa Konaté. De middenvelder mocht van coach Didier Tholot in de blessuretijd van de tweede helft invallen voor Carlitos. In iets meer dan anderhalf seizoen wist Sierro tot vier competitiedoelpunten te komen in vierendertig wedstrijden.

### SC Freiburg
Eind januari 2017 maakte de Zwitser de overstap naar SC Freiburg, waar hij zijn handtekening zette onder een verbintenis voor de duur van vierenhalf jaar. In zijn eerste halve seizoen kwam hij niet tot speeltijd. Tijdens het seizoen 2017/18 mocht Sierro in de derde speelronde van coach Christian Streich zijn debuut maken voor Freiburg. Hij startte tegen Borussia Dortmund (0–0) in de basis op het middenveld en werd twee minuten voor de rust gewisseld ten faveure van Mike Frantz. Medio 2018 nam FC St. Gallen de middenvelder op huurbasis over voor één jaar. Bij St. Gallen was Sierro verantwoordelijk voor elf competitiedoelpunten.

### Young Boys
Hierop besloot regerend kampioen Young Boys hem voor circa anderhalf miljoen euro aan te trekken en een contract voor te schotelen voor vier seizoenen. Hier speelde hij vervolgens drieënhalf seizoen en hij kwam hierin tot 119 wedstrijden, dertien goals en zeven assists. Bovendien werd hij tweemaal kampioen van Zwitserland en won hij eenmaal de beker.

### Toulouse
In januari 2023 werd Sierro aangetrokken door promovendus Toulouse, waar hij voor drieënhalf jaar tekende. In zijn eerste halve seizoen in Frankrijk won hij met zijn club de Coupe de France. 

## Clubstatistieken
| Seizoen | Club            | Competitie   | Competitie | Competitie | Beker | Beker | Internationaal | Internationaal | Totaal | Totaal |
| Seizoen | Club            | Competitie   | Wed.       | Dlp.       | Wed.  | Dlp.  | Wed.           | Dlp.           | Wed.   | Dlp.   |
| ------- | --------------- | ------------ | ---------- | ---------- | ----- | ----- | -------------- | -------------- | ------ | ------ |
| 2014/15 | FC Sion         | Super League | 1          | 0          | 0     | 0     | —              | —              | 1      | 0      |
| 2015/16 | FC Sion         | Super League | 16         | 2          | 1     | 0     | 0              | 0              | 17     | 2      |
| 2016/17 | FC Sion         | Super League | 17         | 2          | 2     | 0     | —              | —              | 19     | 2      |
| 2016/17 | SC Freiburg     | Bundesliga   | 0          | 0          | 0     | 0     | —              | —              | 0      | 0      |
| 2017/18 | SC Freiburg     | Bundesliga   | 4          | 0          | 1     | 0     | 0              | 0              | 5      | 0      |
| 2018/19 | → FC St. Gallen | Super League | 35         | 11         | 2     | 2     | —              | —              | 37     | 13     |
| 2019/20 | Young Boys      | Super League | 17         | 1          | 4     | 0     | 3              | 0              | 24     | 1      |
| 2020/21 | Young Boys      | Super League | 17         | 1          | 1     | 0     | 10             | 0              | 28     | 1      |
| 2021/22 | Young Boys      | Super League | 33         | 4          | 1     | 1     | 11             | 3              | 45     | 8      |
| 2022/23 | Young Boys      | Super League | 15         | 1          | 2     | 1     | 4              | 1              | 13     | 2      |
| 2022/23 | Toulouse        | Ligue 1      | 15         | 0          | 4     | 0     | —              | —              | 19     | 0      |
| 2023/24 | Toulouse        | Ligue 1      | 30         | 6          | 3     | 1     | 8              | 0              | 41     | 7      |
| Totaal  | Totaal          | Totaal       | 200        | 28         | 21    | 5     | 38             | 4              | 259    | 38     |

Bijgewerkt op 29 juli 2024.

## Interlandcarrière
Sierro maakte op 26 maart 2024 zijn debuut in het Zwitsers voetbalelftal, toen een vriendschappelijke wedstrijd gespeeld werd tegen Ierland. Door een doelpunt van Xherdan Shaqiri werd het duel met 0–1 gewonnen. Sierro mocht van bondscoach Murat Yakin in de basisopstelling beginnen en hij werd circa twintig minuten na rust naar de kant gehaald ten faveure van Denis Zakaria. De andere Zwitserse debutant dit duel was Dereck Kutesa (Servette).
Yakin nam Sierro in mei 2024 op in zijn voorselectie voor het EK 2024 in Duitsland. Later maakte hij ook onderdeel uit van de definitieve selectie. Zwitserland overleefde de groepsfase na een zege op Hongarije (1–3) en gelijke spelen tegen Schotland (1–1) en Duitsland (1–1). Hierna werd Italië met 2–0 verslagen, waarna Engeland op strafschoppen te sterk was in de kwartfinale: 1–1 en 5–3. Sierro deed in vier wedstrijden mee.
| Interlands van Vincent Sierro voor Zwitserland | Interlands van Vincent Sierro voor Zwitserland | Interlands van Vincent Sierro voor Zwitserland | Interlands van Vincent Sierro voor Zwitserland | Interlands van Vincent Sierro voor Zwitserland | Interlands van Vincent Sierro voor Zwitserland | Interlands van Vincent Sierro voor Zwitserland |
| №                                              | Datum                                          | Wedstrijd                                      | Uitslag                                        | Competitie                                     | Goals                                          |                                                |
| Als speler bij Toulouse                        | Als speler bij Toulouse                        | Als speler bij Toulouse                        | Als speler bij Toulouse                        | Als speler bij Toulouse                        | Als speler bij Toulouse                        | Als speler bij Toulouse                        |
| ---------------------------------------------- | ---------------------------------------------- | ---------------------------------------------- | ---------------------------------------------- | ---------------------------------------------- | ---------------------------------------------- | ---------------------------------------------- |
| 1                                              | 26 maart 2024                                  | Ierland – Zwitserland                          | 0 – 1                                          | Vriendschappelijk                              |                                                |                                                |
| 2                                              | 4 juni 2024                                    | Zwitserland – Estland                          | 4 – 0                                          | Vriendschappelijk                              |                                                |                                                |
| 3                                              | 8 juni 2024                                    | Zwitserland – Oostenrijk                       | 1 – 1                                          | Vriendschappelijk                              |                                                |                                                |
| 4                                              | 15 juni 2024                                   | Hongarije – Zwitserland                        | 1 – 3                                          | EK 2024                                        |                                                |                                                |
| 5                                              | 19 juni 2024                                   | Schotland – Zwitserland                        | 1 – 1                                          | EK 2024                                        |                                                |                                                |
| 6                                              | 29 juni 2024                                   | Zwitserland – Italië                           | 2 – 0                                          | EK 2024                                        |                                                |                                                |
| 7                                              | 6 juli 2024                                    | Engeland – Zwitserland                         | 1 – 1 (5 – 3 n.s.)                             | EK 2024                                        |                                                |                                                |

Bijgewerkt op 29 juli 2024.

## Erelijst
| Competitie      |         |                  |         |         |
| Competitie      | Aantal  | Jaren            |         |         |
| FC Sion         | FC Sion | FC Sion          | FC Sion | FC Sion |
| --------------- | ------- | ---------------- | ------- | ------- |
| Schweizer Cup   | 1       | 2014/15          |         |         |
| Young Boys      |         |                  |         |         |
| Super League    | 2       | 2019/20, 2020/21 |         |         |
| Schweizer Cup   | 1       | 2019/20          |         |         |
| Toulouse        |         |                  |         |         |
| Coupe de France | 1       | 2022/23          |         |         |